# Miklós Jósika

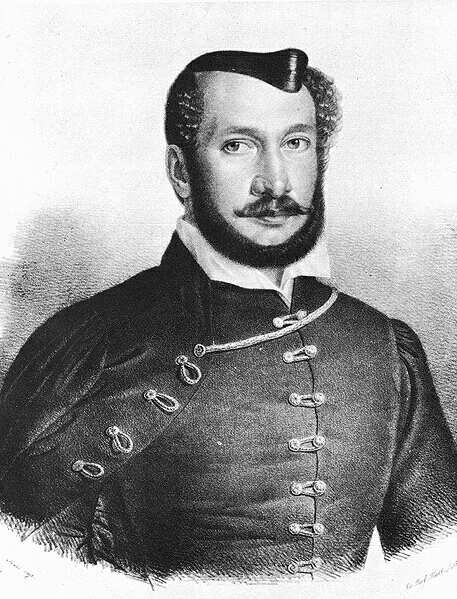
Miklós Jósika

Miklós Jósika (ur. 28 kwietnia 1794, zm. 27 lutego 1865) – siedmiogrodzki pisarz węgierskiego okresu reform.
W młodości wiele lat spędził w wojsku. W 1836 r. Jósika wydał swoją pierwszą powieść zatytułowaną Abafit (powieść historyczna, dotycząca XVI-wiecznego Siedmiogrodu). Pisarz był autorem wielu utworów literackich. Uważał on, że powieść powinna czytelników czegoś nauczyć.